# Gothicisme
Pour les articles homonymes, voir Gothicisme (homonymie).

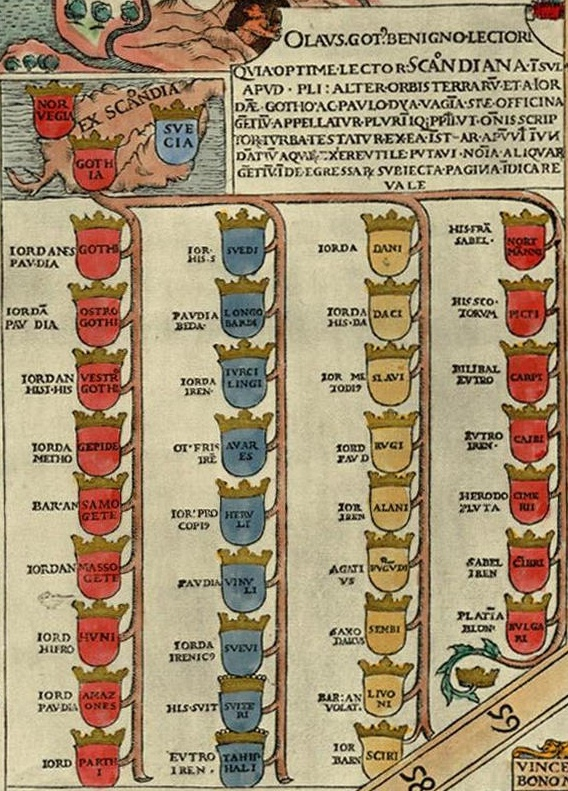
Tableau des tribus issues de Scandinavie, selon Johannes (1488-1544) et Olaus Magnus (1490-1557), faisant référence à Jordanès, Paul Diacre, etc.

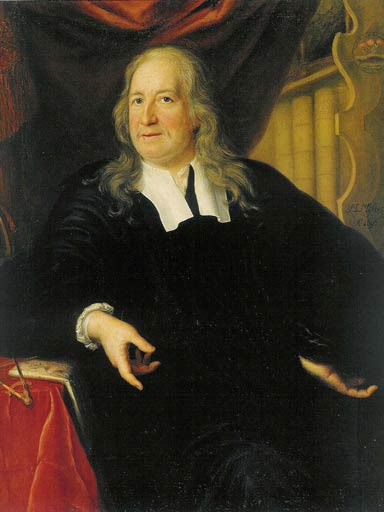
Olof Rudbeck (1630-1702), premier porte-parole du gothicisme. Portrait (1696) par Martin Mijtens l'Aîné.

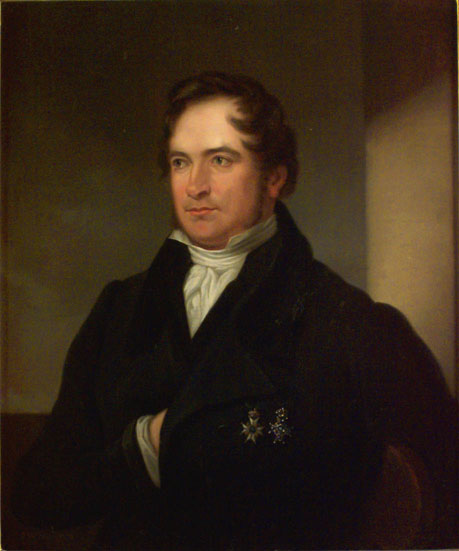
Erik Gustaf Geijer (1783-1847) sera membre de la « Ligue gothique » (ou « Société geatique », en suédois Götiska Förbundet), pour laquelle le Viking est le Nordique héroïque, tel qu'il est vu par la plupart de nos jours.

Le gothicisme (en suédois göticism) est un courant protochroniste vivace en Suède au XVIIe siècle en particulier, et dont les partisans pensaient que les Suédois avaient pour ancêtres les Goths.
Font partie de ce mouvement Nils Ragvaldsson (v.1380-1448), les frères Johannes (1488-1544) et Olaus Magnus (1490-1557), et Olof Rudbeck (1630-1702).
Leur croyance prospère au XVIIe siècle quand, après la Guerre de Trente Ans, la Suède devient une grande puissance ; l'idée, cependant, connaît une perte de vitesse au siècle suivant. Au début du XIXe siècle, le nationalisme romantique la ravive avec, cette fois, les Vikings comme figures héroïques.

## Origines
Le nom dérive d'un mention figurant dans Jordanès, selon laquelle l'urheimat des Goths se trouve en Scandinavie (Scandza), et qui amènera certains érudits suédois, appelés gothicistes, à penser que les Goths avaient la Suède pour origine. Certains savants au Danemark tentèrent eux aussi d'identifier les Goths avec les Jutes (qui appartenaient au même peuple, les Geats), mais ces idées ne conduisirent pas à un mouvement culturel aussi étendu dans la société danoise que celui qu'elles suscitèrent dans la société suédoise. En contraste avec les Suédois, les Danois de cette époque n'ont pas avancé des revendications de légitimation politique basées sur l'affirmation que leur pays était la patrie originelle des Goths et que la conquête de l'Empire romain était la preuve de leur propre valeur militaire à travers l'histoire.
Lors du concile de Bâle en 1434, l'évêque suédois Nils Ragvaldsson et les évêques espagnols se disputèrent la première place en invoquant l'origine gothique de leurs nations respectives. L'évêque suédois, répliquant à l'évêque de Burgos qui avait évoqué le fait que les Castillans descendaient des Goths, déclara que les Suédois étaient les vrais descendants des Goths qui s'étaient illustrés dans de nombreuses guerres et avaient conquis Rome ; les Espagnols rétorquèrent que les Suédois, descendants des Goths qui étaient restés chez eux et n'avaient pas participé à ces faits glorieux, ne pouvaient prétendre à la première place.
Le mouvement du gothicisme s'enorgueillissait de la tradition gothique selon laquelle les Ostrogoths et leur roi Théodoric le Grand, qui avaient établi leur pouvoir sur l'Empire romain, étaient d'ascendance scandinave. Cette fierté était déjà exprimée dans les chroniques médiévales, où l'on trouve des récits sur ce sujet, et elle pénétra les textes de l'écrivain Johannes Magnus (Historia de omnibus Gothorum Sueonumque regibus) et de son frère Olaus Magnus (Historia de Gentibus Septentrionalibus). Ces deux ouvrages auront un large impact sur le savoir contemporain en Suède.
Durant le XVIIe siècle, Danois et Suédois rivaliseront pour collecter et publier des manuscrits islandais, des sagas et les deux Eddas. En Suède, les manuscrits islandais finiront par être intégrés dans un mythe des origines et seront considérés comme la preuve que la grandeur et l'héroïsme des anciens Geats s'étaient transmis à travers les générations jusqu'à la population d'alors. Cette fierté culminera avec la publication, entre 1679 et 1702, de Atland eller Manheim, ouvrage d'Olof Rudbeck, dans lequel il soutient que la Suède correspond à l'Atlantide.

## Nationalisme romantique
Au cours du XVIIIe siècle, le gothicisme suédois s'était quelque peu dégrisé, mais il devait resurgir, à partir de 1800, durant la période de nationalisme romantique, avec Erik Gustaf Geijer, Esaias Tegnér et leur « Société geatique » (Götiska Förbundet).
Au Danemark, le nationalisme romantique suscitera, chez des écrivains tels que Johannes Ewald, Nicolai Grundtvig (dont la traduction du Beowulf en danois sera la première en langue moderne) et Adam Gottlob Oehlenschläger, un regain d'intérêt pour les anciens sujets nordiques et, ailleurs en Europe, d'autres se pencheront sur la mythologie, l'histoire et la langue nordiques, tels les Anglais Thomas Gray, John Keats et William Wordsworth, et les Allemands Johann Gottfried Herder et Friedrich Gottlieb Klopstock.

## Architecture
Dans le domaine de l'architecture scandinave, le gothicisme connut son heure de gloire dans les années 1860 et 1870, et son influence continua jusqu'à 1900 environ. L'intérêt pour les anciens sujets nordiques conduisit à la création d'une architecture particulière en bois, inspirée par les stavkirker. C'est en Norvège que ce style aura le plus large impact. Dans ce style d'architecture, on trouve souvent des détails comme des têtes de dragon – on le désigne d'ailleurs fréquemment sous le terme de « style dragon » –, de fausses arcades, des colonnades couvertes de lattes, des greniers en saillie et un toit à arêtes.